# Copa del Mediterráneo de Futsal de ConIFA 2021
La Copa del Mediterráneo de Futsal de ConIFA 2021 fue el primer torneo de fútbol sala organizado por la Confederación de Asociaciones Independientes de Fútbol. Fue disputado en San Remo y ganado por el seleccionado nacional de Niza.

## El torneo
El torneo fue organizado por el área de CONIFA No Limits dirigida por Francesco Zema. Formaba parte de una exposición sociocultural coorganizada por el proyecto "Calci: Comunità Resilienti" con la colaboración del Principado de Seborga.
El evento tuvo lugar el 11 de septiembre de 2021 y se transmitió en Internet gracias al socio de medios WeSport.it.

## Participantes
| Equipos ConIFA                            | Equipos invitados          |
| ----------------------------------------- | -------------------------- |
| - Niza - Isla de Elba - Cerdeña - Sicilia | - Seborga - Terra brigasca |

## Partidos

### Primera fase

#### Grupo A
| Equipo  | Pts | PJ | PG | PE | PP | GF | GC | Dif |
| ------- | --- | -- | -- | -- | -- | -- | -- | --- |
| Niza    | 6   | 2  | 2  | 0  | 0  | 7  | 2  | +5  |
| Sicilia | 3   | 2  | 1  | 0  | 1  | 2  | 2  | 0   |
| Seborga | 0   | 2  | 0  | 0  | 2  | 1  | 6  | -5  |

| Fecha                    | Lugar    |         |                              | Resultado |                              |         |
| ------------------------ | -------- | ------- | ---------------------------- | --------- | ---------------------------- | ------- |
| 11 de septiembre de 2021 | San Remo | Sicilia | Bandera de Sicilia           | 1:0       | Border                       | Seborga |
| 11 de septiembre de 2021 | San Remo | Seborga | Border                       | 1:5       | Bandera de la Ciudad de Niza | Niza    |
| 11 de septiembre de 2021 | San Remo | Niza    | Bandera de la Ciudad de Niza | 2:1       | Bandera de Sicilia           | Sicilia |

#### Grupo B
| Equipo         | Pts | PJ | PG | PE | PP | GF | GC | Dif |
| -------------- | --- | -- | -- | -- | -- | -- | -- | --- |
| Cerdeña        | 6   | 2  | 2  | 0  | 0  | 7  | 0  | +7  |
| Isla de Elba   | 3   | 2  | 1  | 0  | 1  | 4  | 3  | +1  |
| Terra brigasca | 0   | 2  | 0  | 0  | 2  | 1  | 9  | -8  |

| Fecha                    | Lugar    |                |                    | Resultado |                    |                |
| ------------------------ | -------- | -------------- | ------------------ | --------- | ------------------ | -------------- |
| 11 de septiembre de 2021 | San Remo | Cerdeña        | Bandera de Cerdeña | 5:0       |                    | Terra brigasca |
| 11 de septiembre de 2021 | San Remo | Terra brigasca |                    | 1:4       |                    | Isla de Elba   |
| 11 de septiembre de 2021 | San Remo | Isla de Elba   |                    | 0:2       | Bandera de Cerdeña | Cerdeña        |

### Fase final

#### Quinto lugar
| Fecha                    | Lugar    |                |  | Resultado |  |         |
| ------------------------ | -------- | -------------- |  | --------- |  | ------- |
| 11 de septiembre de 2021 | San Remo | Terra brigasca |  | 3:4       |  | Seborga |

#### Tercer lugar
| Fecha                    | Lugar    |         |                    | Resultado      |  |              |
| ------------------------ | -------- | ------- | ------------------ | -------------- |  | ------------ |
| 11 de septiembre de 2021 | San Remo | Sicilia | Bandera de Sicilia | 4:4 (pen. 4:6) |  | Isla de Elba |

#### Final
| Fecha                    | Lugar    |         |                    | Resultado |                              |      |
| ------------------------ | -------- | ------- | ------------------ | --------- | ---------------------------- | ---- |
| 11 de septiembre de 2021 | San Remo | Cerdeña | Bandera de Cerdeña | 2:5       | Bandera de la Ciudad de Niza | Niza |